# كوريا الجنوبية في الألعاب الأولمبية الصيفية 2012
تشارك كوريا الجنوبية في الألعاب الأولمبية الصيفية 2012 في لندن، المملكة المتحدة من 27 يوليو إلى 12 أغسطس 2012 ب 245 رياضي يتنافسون في 22 نوع رياضي.

## الفائزون بالميداليات

### الميداليات الذهبية
| النوع الرياضي    | الفئة                               | اسم العداء                                        | التاريخ  |
| ---------------- | ----------------------------------- | ------------------------------------------------- | -------- |
| 13 ميدالية ذهبية |                                     |                                                   |          |
| مبارزة بالسيف    | سيف فردي نساء                       | كيم جي-يوون                                       | 01 أغسطس |
| مبارزة بالسيف    | سيف جماعي رجال                      | غو بون-جيل وون وو-يانغ كيم جونغ-هوان أوه أون-ساوك | 03 أغسطس |
| الجودو           | أقل من 81 كغ                        | كيم جاي-بوم                                       | 31 يوليو |
| الجودو           | أقل من 90 كغ                        | سونع داي-نام                                      | 01 أغسطس |
| الرماية          | مسدس 10 متر دي الهواء المضغوط -رجال | جين جاون-اوه                                      | 28 يوليو |
| الرماية          | مسدس 25 متر - نساء                  | كيم جانغ-مي                                       | 01 أغسطس |
| الرماية          | مسدس 50 متر - رجال                  | جين جاون-اوه                                      | 05 أغسطس |
| القوس والنشاب    | جماعي نساء                          | لي ساونغ-جين كي بو-باي شواي هوان-جو               | 29 يوليو |
| القوس والنشاب    | فردي نساء                           | كي بو-باي                                         | 02 أغسطس |
| القوس والنشاب    | فردي رجال                           | أوه جين-هياك                                      | 03 أغسطس |
| الجمباز          | رجال                                | يانغ هاك سوان                                     | 06 أغسطس |
| المصارعة         | مصارعة رومانية 66 كغ - رجال         | كيم هيون-هو                                       | 07 أغسطس |
| التايكوندو       | 67 كغ - نساء                        | هوانغ كيونغ سوان                                  | 10 أغسطس |

### الميداليات الفضية
| النوع الرياضي  | الفئة                            | اسم العداء                                       | التاريخ  |
| -------------- | -------------------------------- | ------------------------------------------------ | -------- |
| 8 ميدالية فضية |                                  |                                                  |          |
| السباحة        | 400 متر سباحة حرة - رجال         | بارك تاي-هوان                                    | 28 يوليو |
| السباحة        | 200 متر سباحة حرة - رجال         | بارك تاي-هوان                                    | 30 يوليو |
| مبارزة بالسيف  | جماعي - نساء                     | شوا إن جونغ شين أ-لام جيونغ عيو جانغ شوا أون سوك | 04 أغسطس |
| الرماية        | مسدس 50 متر - رجال               | شوا يونغ راي                                     | 05 أغسطس |
| الرماية        | بندقية صيد 50 متر 3 أوضاع - رجال | كيم جونغ هيون                                    | 06 أغسطس |
| كرة الطاولة    | جماعي - رجال                     | جوو سي هيوك اوه سان اون ريو سوانغ-مين            | 08 أغسطس |
| التايكوندو     | 58 كغ - رجال                     |                                                  | 08 أغسطس |
| الملاكمة       | الوزن الخفيف - رجال              |                                                  | 12 أغسطس |

### الميداليات البرونزية
| النوع الرياضي     | الفئة                                                       | اسم العداء                      | التاريخ  |
| ----------------- | ----------------------------------------------------------- | ------------------------------- | -------- |
| 7 ميدالية برونزية |                                                             |                                 |          |
| القوس والنشاب     | جماعي - رجال                                                |                                 | 28 يوليو |
| الجودو            | 66 كغ - رجال                                                |                                 | 29 يوليو |
| مبارزة بالسيف     | فردي فلوري - رجال                                           |                                 | 31 يوليو |
| مبارزة بالسيف     | فردي سيف - رجال                                             |                                 | 01 أغسطس |
| مبارزة بالسيف     | جماعي فلوري - نساء                                          |                                 | 02 أغسطس |
| بدمينتون          | زوجي -رجال                                                  |                                 | 05 أغسطس |
| كرة القدم         | كرة القدم في الألعاب الأولمبية الصيفية 2012 – مسابقة الرجال | منتخب كوريا الجنوبية لكرة القدم | 10 أغسطس |